# Сан-Феличе-дель-Бенако
Сан-Феличе-дель-Бенако (итал. San Felice del Benaco) — коммуна в Италии, располагается в провинции Брешиа области Ломбардия.
Население составляет 2934 человека, плотность населения составляет 113 чел./км². Занимает площадь 26 км². Почтовый индекс — 25010. Телефонный код — 0365. В подчинении коммуны находится остров Гарда.
Покровителями коммуны почитаются святые Феликс, Адавкт и Флавия, празднование 30 августа.